# 蛙頭短尾康吉鰻
蛙頭倭糯鰻（学名：Coloconger raniceps），又名蛙頭短尾康吉鰻，为條鰭魚綱鰻形目倭糯鰻科短尾康吉鰻屬下的一个种。该物种于1889年由Alfred William Alcock描述及命名，主要分布于印度洋-西太平洋海域，栖息深度为300米至1134米。